# 密室 (マルティン・ベック)

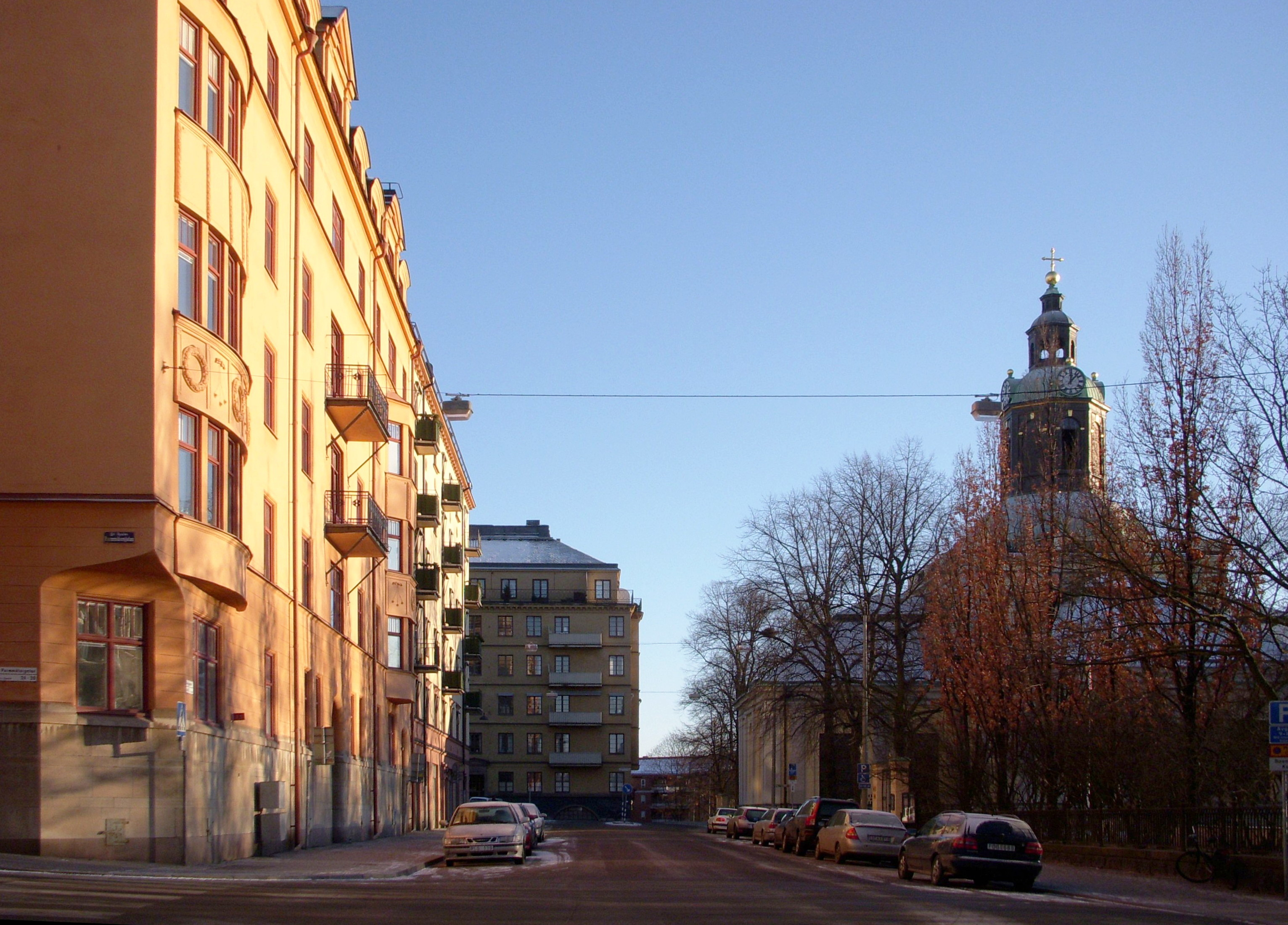
ベリスガタン

『密室』（みっしつ）は、ペール・ヴァールーとマイ・シューヴァル共著によるスウェーデンの警察小説「マルティン・ベック シリーズ」の第8作である。
翻訳の原書は、ポール・ブリテン・オースティン（Paul Britten Austin）訳、パンテオン・ブックス（Pantheon Books）の英語版「The Locked Room」。

## あらすじ
1972年6月30日15時00分、ストックホルムの銀行に女性と思われる拳銃を持った強盗が入り、1人を射殺し現金を奪い逃走した。連続銀行強盗事件担当の地方検事ステン・オルソンが指揮する特捜班は捜査を開始した。一方、マルティン・ベックはコルベリ、ラーソンやルンが銀行強盗特捜班に駆り出されてしまったこともあり、警視庁の目と鼻の先にあるベリスガタンのアパートの密室の中で銃創を負って死亡した老人スヴェードの案件を単独で担当することとなった。
銀行強盗特捜班は偶然に逮捕した強盗団の物資調達屋のモーリッソンから入手した情報で散々な目にあっていたが、オルソンは次の銀行強盗計画の情報と引き換えにモーリッソンを釈放した。ベックの方は、凶器となった銃のありかは不明のままスヴェードの身辺調査に取り掛かかった。

## 登場人物
マルティン・ベック
ストックホルム警察・殺人課・主任警視
レンナルト・コルベリ
ストックホルム警察・殺人課・主任警視代理
グンヴァルド・ラーソン
ストックホルム警察・殺人課・警部
エイナール・ルン
ストックホルム警察・殺人課・警部
ステン・オルソン
地方検事
カール・エドヴィン・スヴェード
元倉庫作業員の老人
レア・ニールセン
スヴェードが以前住んでいたアパートの家主
フィリップ・モーリッソン
裏の物資調達屋